# Station Ansdell and Fairhaven
Ansdell and Fairhaven is een station van National Rail in Lytham St Annes, Fylde in Engeland. Het station is eigendom van Network Rail en wordt beheerd door Northern Rail. 